# 原石鼎
原 石鼎（はら せきてい、1886年3月19日 - 1951年12月20日）は、島根県出身の俳人。高浜虚子に師事、「鹿火屋」を創刊・主宰。大正期の「ホトトギス」を代表する作家の一人で、色彩感覚に優れたみずみずしい作風で一世を風靡した。本名は原 鼎
。初号・鉄鼎。別号・ひぐらし。

## 生涯
簸川郡塩冶村（現出雲市）の医師の家に三男として生まれ、県立簸川中学校（現在の島根県立大社高等学校）に入学。教員として大町桂月がいた。2年のときに『山陰新報』課題句に投句し入選。5年生の時、新任教員であった俳人の竹村秋竹の家に寄宿し、秋竹の影響を受け俳句、短歌を初めとする文学活動に熱中。『国文学』に俳句、短歌、文を投稿ししばしば入選した（俳句は河東碧梧桐、歌・文は金子薫園選）。卒業後、受験失敗を繰り返したのち1908年に京都医学専門学校（現在の京都府立医科大学）に入学。校内で句会を起こし、また明星派の歌会に出席するが、2年続けて落第し放校処分となり、1911年より各地を放浪しはじめる。
1912年、吉野の鷲家村で次兄の医業を手伝う。「ホトトギス」に投句、翌年に高浜虚子から前田普羅とともに新人として称揚される。その後帰郷したが、医者になれなかったことを叱責され両親から勘当される。1913年よりふたたび放浪、1915年、上京しホトトギス社に入社。虚子の口述筆記など雑用を担当する。1917年、ホトトギス社を退社。『東京日々新聞』嘱託となり、『東京日々新聞』および『大阪毎日新聞』選者。1918年、志賀コウ（原コウ子）と結婚。1921年、小野蕪子の「草汁」を譲られ、「平野」「ヤカナ」を統合したのち「鹿火屋」に改称、主宰となる。また同年に詩人の北園克衛が自宅の離れに住み、親交を持った。
1923年の関東大震災以降は神経衰弱に苦しみ、また虚子と対立を深め絶縁に至ったが、たびたび病に伏せながらその死まで後進の指導を続けた。「松朽ち葉かゝらぬ五百木無かりけり」が辞世。句集は『自選句集 花影』（1937年）が生前唯一の句集である。死後、「鹿火屋」主宰は妻のコウ子、のち養子の原裕が継いだ。

## 作品
代表的な句に
- 頂上や殊に野菊の吹かれ居り（1912年作）
- 淋しさに又銅鑼打つや鹿火屋守（1914年作）
- 花影婆娑と踏むべくありぬ岨の月（1914年作）
- 秋風や模様のちがふ皿二つ（1915年作）
- 雪に来て美事な鳥のだまり居る（1934年作）

などがある。放浪生活、特に深吉野の山中で孤独な生活を送ったことで俳人としての感性が涵養され、この頃の作に有名なものが多い。虚子は『進むべき俳句の道』（1915年）において、その作風を「豪華、跌宕（てっとう、物事に拘らないこと）」と評した。山本健吉は「頂上や」の句について、季語や主観語でもないものを初語の「や」止めに用いた無造作さ、「殊に」という一種の素人くさい言い回しなどを指摘し、こういった句が大正期の俳句界における軽やかで自由な表現の先蹤をなしていると論じている。また石鼎は「ホトトギス」の挿絵も描くなど絵も得意としており、俳句における豊かな色彩感覚も指摘される。こうした石鼎の句風は大正期に現われた後進の俳人に大きな影響を与えており、山本健吉はのちの「四S」の前に「石鼎時代」があったとしている。
掲句では上の三句が吉野時代の句で、「頂上や」の句は神武天皇が天皇皇祖を祭った鳥見霊畤址の光景から成った（ただし場所の由緒に気づいたのは句作の後）。「淋しさに」の句は主宰誌「鹿火屋」の名に取られている句、「花影婆娑と」は生前唯一の句集の題に取られている句で代表句として喧伝されたものである。「秋風や」の句は吉野時代の後、山陰地方を放浪していた頃に成った句で、「父母のあたゝかきふところにさへ入ることをせぬ放浪の子は伯州米子に去って仮の宿とす」との前書きがある。背景にはその頃に起こした恋愛事件もあった。虚子は「目前の些事をつかまえて来てそれで心持の深い句を作ることができる」と評し、山本健吉も同様に「二枚の皿の模様の違いという微細なものをとらえて、しかもそこに打ち出された作者の主観は非常に強いのである」と解説している。「取合わせ」の近代における秀句として名高い。

## 著書
- 俳句の考へ方（天地書房、1918年）
- 自選句集 花影（改造社、1937年）
- 石鼎句集（かびや発行所、1948年）
- 定本石鼎句集（求龍堂、1968年）
- 原石鼎全句集（沖積舎、1990年）

## 関連文献
- 小室善弘 『俳人原石鼎』 明治書院、1973年
- 原コウ子 『石鼎とともに』 明治書院、1979年
- 小島信夫 『原石鼎 百二十年目の風雅』 河出書房新社、1990年
- 原裕 『原石鼎』 本阿弥書店、1992年
- 岩淵喜代子 『二冊の「鹿火屋」―原石鼎の憧憬』 邑書林、2014年